# Analrinne

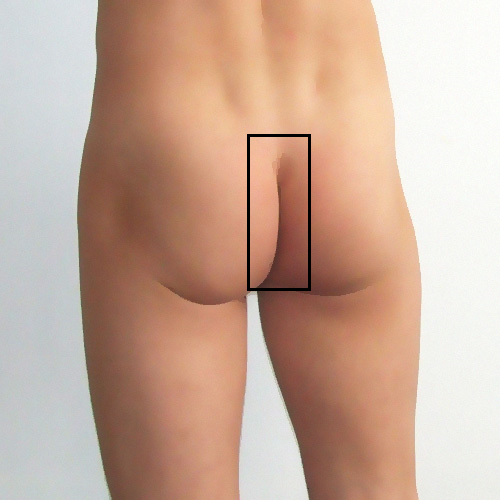
Analrinne

Die Analrinne, Gesäßspalte, Gesäßfalte, Afterfurche, Afterrinne oder Afterspalte (lateinisch Crena analis, Crena ani, Crena interglutaealis, Sulcus analis, Clunium stria, Rima ani oder Rima clunium; englisch anal rim, intergluteal cleft, gluteal fold, bum crack oder bottom cleft; umgangssprachlich Pospalte, Pofalte, Arschritze, Kimme, Arschkimme oder Arschkerbe) ist die tiefe Furche, welche beide Gesäßbacken (Clunes) oder Gesäßhälften medial voneinander trennt. An ihrem oberen Ende ist die Spitze des Steißbeins tastbar, kopfwärts schließt sich die Michaelis-Raute an. Nach unten geht die Analrinne in den Damm mit dem Thigh Gap über. In der Analrinne liegt verborgen der Anus. Da in der Analrinne die Haut eng aneinander liegt, besteht dort eine Prädisposition für eine Hautfaltendermatitis (Intertrigo), für ein Analekzem und für einen Analpruritus. Außerdem kann in der Gesäßfalte ein Pilonidalsinus entstehen.
Sie ist nicht zu verwechseln mit der Schamspalte (Rima pudendi, Rima vulvae) der Frau. Diese liegt in Verlängerung der Analrinne Richtung ventral über den Damm hinaus.
Die Analrinne darf auch nicht mit den beiden senkrecht dazu verlaufenden Gesäßfurchen (Sulcus glutaeus, Sulcus glutaealis, Ruga glutaea horizontalis) verwechselt werden. Diese waagerecht verlaufenden Furchen werden manchmal ebenfalls als Gesäßfalten bezeichnet. Hier beginnen die Oberschenkel.
Alle diese Spalten- oder Faltenbezeichnungen sind in den offiziellen Listen der anatomischen Fachbegriffe nicht enthalten.